# Plagiomus multinotatus
Plagiomus multinotatus är en skalbaggsart som beskrevs av Max Quedenfeldt 1888. Plagiomus multinotatus ingår i släktet Plagiomus och familjen långhorningar.
Artens utbredningsområde är:
- Gabon.
- Zimbabwe.

Inga underarter finns listade i Catalogue of Life.